# Gaverdovskij
Gaverdovskij (in lingua russa Гавердовский) è un centro abitato dell'Adighezia, situato nel Majkop. La popolazione era di 3.800 abitanti al dicembre 2018. Ci sono 65 strade.